# Lima nimbifer
Lima nimbifer is een tweekleppigensoort uit de familie van de Limidae. De wetenschappelijke naam van de soort is voor het eerst geldig gepubliceerd in 1924 door Tom Iredale.